# Beilschmiedia obtusifolia
Beilschmiedia obtusifolia es una laurácea del bosque lluvioso del este de Australia. El rango de su distribución natural es desde el Río Manning (31° S) en Nueva Gales del Sur hasta el Río Daintree (16° S) en el trópico de Queensland. Beilschmiedia obtusifolia crece en selvas tropicales y subtropicales. Usualmente en los sitios de fértiles suelos basálticos, a veces cerca del mar. Nombres comunes incluyen Nogal de rubor (Blush Walnut), Gomero bolly duro (Hard Bolly Gum),  y palo nuez (Nut Wood).

## Descripción
Es un árbol mediano a grande de 30 metros de alto 90 cm de diámetro en el tronco. El tronco cilíndrico es café o crema con líneas verticales de pústulas elevadas. El tronco muestra escamas con depresiones redondas, coloquialmente conocidas como "bollies", similares al del relacionado gomero bolly, Litsea reticulata. La base del árbol está rebordeada en los especímenes maduros.
Los brotes y tallos son vellosos. Las hojas son elípticas, lanceoladas, alternadas y no dentadas, de 8 a 10 cm de largo y 2 a 4 cm de ancho. Tienen la punta redondeada o con una cortadura. Los tallos de la hoja miden 5 mm de largo. La nervadura de la hoja es prominente en ambos lados, con una vena central elevada.
Flores cremosas se forman en panículas de octubre a noviembre, las flores tienen una olor desagradable. El fruto madura de diciembre a julio, siendo una drupa en forma de huevo con un arilo verde aceitoso fragante, de 20 a 30 mm de largo con una única semilla dentro. Como muchas de las lauráceas australianas, retirar el arilo carnoso ayuda a la germinación de la semilla, la cual es lenta pero bastante confiable en Beilschmiedia obtusifolia.
El fruto es comido por una variedad de aves, incluyendo la paloma de corona rosa, paloma nudo de cabeza, Ailuroedus crassirostris y la paloma wompoo de fruta.

## Taxonomía
Beilschmiedia obtusifolia fue descrita por F.Muell. ex Meisn. y publicado en Systematic Census of Australian Plants ... 3. 1882.
Basónimo
- Cryptocarya obtusifolia F. Muell. ex Meissner

Sinonimia
- Nesodaphne obtusifolia (F.Muell. ex Meisn.) Benth.
- Cryptocarya glaucescens var. reticulata Meisn.[2]